# Watch Dogs (Computerspielreihe)
Watch Dogs ist eine Action-Adventure-Videospielreihe von Ubisoft. 2014 erschien mit Watch Dogs der erste Titel der Spielereihe, gefolgt von Watch Dogs 2 in 2016. Mit Watch Dogs: Legion erschien am 29. Oktober 2020 der dritte und (vorerst) letzte Titel der Spielereihe.
Bei den Titeln der Watch-Dogs-Serie handelt es sich um Open-World-Spiele, ähnlich zu den Spielen der Serie Grand Theft Auto. Der Spieler hat die Möglichkeit, die Spielkarte frei zu erkunden und verschiedene Aufgaben von unterschiedlichen NPCs anzunehmen, um im Spiel voranzuschreiten. In den Watch-Dogs-Spielen schlüpft der Spieler in die Rollen verschiedener Hacker, die sich unerlaubten Zugang zu diversen elektronischen Geräten verschaffen können, die mit einem fiktiven Überwachungssystem namens ctOS verbunden sind.
In den Spielen kann der Spieler außerdem auf ein frei wählbares Waffenarsenal zurückgreifen, um Gegner zu besiegen.

## Veröffentlichte Titel
| Name               | Erstveröffentlichung | Plattformen                                                                     | Handlungsort  |
| ------------------ | -------------------- | ------------------------------------------------------------------------------- | ------------- |
| Watch Dogs         | 27. Mai 2014         | Windows, PlayStation 3, PlayStation 4, Wii U, Xbox 360, Xbox One                | Chicago       |
| Watch Dogs 2       | 15. November 2016    | Windows, PlayStation 4, Xbox One                                                | San Francisco |
| Watch Dogs: Legion | 29. Oktober 2020     | Windows, PlayStation 4, Xbox One, Google Stadia, Xbox Series X/S, PlayStation 5 | London        |

## Disrupt
Um die Anforderung der Simulation einer Großstadtumgebung gerecht zu werden, entschied man sich eine eigene Engine zu entwickeln, die eine sehr hohe Interaktivität bei schneller Bewegungsgeschwindigkeit bietet. Die Disrupt-Engine wurde speziell für die Spielereihe entwickelt. Dennoch stammen Teile aus Anvil oder der Dunia Engine und von Nvidia GameWorks. Die Disrupt-Engine unterstützt HBAO+ und temporale Kantenglättung.